# Michele Mercati
Michele Mercati (Roma, Italia, 1541 - 1593) fue un médico italiano del siglo XVI. Fue médico del papa Clemente VIII y encargado del Jardín Botánico del Vaticano con los papas Pío V, Gregorio XIII, Sixto V y Clemente VIII. Fue descrito por David Clarke como "el homólogo en arqueología de Copérnico en astronomía, Galileo en física, Cardano en matemáticas o Vesalio en anatomía".

## Biografía

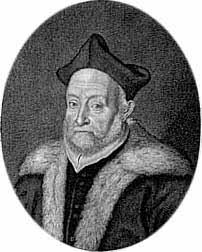
Michele Mercati

Nacido en Roma en el seno de una rica familia de San Miniato, localidad situada entre Pisa y Florencia, era hijo de Pietro Mercati, prominente físico de los papas Pío V y Gregorio XIII. Fue educado en la Universidad de Pisa, donde se graduó en Medicina y Filosofía.
Ejerció la medicina en Roma, donde, gracias a su distinguida actuación durante una epidemia, fue llamado por el papa Pío V, quien le ofreció el puesto de encargado del Jardín Botánico del Vaticano. Con Gregorio XIII creó un museo de historia natural centrado sobre todo en la mineralogía y que fue considerado como uno de los más grandes y mejores de Europa en aquella época.

## Obra
Interesado por la historia natural, la mineralogía, la medicina y la botánica, escribió un libro sobre estos temas llamado Metallotheca Vaticana y que fue publicado muy tardíamente, en 1719. En ella describió las piedras fósiles del museo, indicando que «las piedras de rayo» o ceraunias (hachas pulimentadas), habían podido ser fabricadas por el hombre antiguo.
En 1648 Miguel Dormer imprimió en Zaragoza una traducción al castellano de mano de Baltasar Vicente de Alhambra de su Istruttione sopra la peste nella quale si contengono i più eletti & approuati rimedij, con molti nuoui e potenti secreti, così da curarsi come da preseruarsi (Roma, Vincetio Accolto, 1576), con el título Instrucción para en caso de peste.
Coleccionó instrumentos de piedra prehistóricos, fósiles y minerales. Esto, junto con su educación clásica y la creciente colección de artefactos etnográficos de Asia y América de la Biblioteca Vaticana, le permitió incluir en su Metallotheca uno de los primeros informes sobre la manufactura y el uso de las hachas de piedra pulimentadas, las puntas de flecha de sílex y láminas de piedra.